# Huércal de Almería
Huércal de Almería – gmina w Hiszpanii, w prowincji Almería, w Andaluzji, o powierzchni 20,93 km². W 2011 roku gmina liczyła 16 319 mieszkańców.